# Sorex hosonoi
Sorex hosonoi is een zoogdier uit de familie van de spitsmuizen (Soricidae). De wetenschappelijke naam van de soort werd voor het eerst geldig gepubliceerd door Imaizumi in 1954.

## Voorkomen
De soort komt voor in Japan.